# BSD disklabel
Dans les systèmes dérivés de BSD (comme NetBSD, OpenBSD, FreeBSD et DragonFly BSD) ainsi que des systèmes d'exploitation liés comme SunOS, un BSD disklabel est un enregistrement stocké sur périphérique de stockage de données, comme un disque dur, contenant des informations sur l'endroit où se situent les partitions sur le disque. Les Disklabels ont été introduits dans le release 4.3BSD-Tahoe. Ces Disklabels sont généralement édités en utilisant l'outil disklabel. Dans les dernières version de FreeBSD il a été renommé bsdlabel.

## Stockage des disklabels
Habituellement, le disklabel est situé sur le premier secteur du disque. Cependant, ce système fonctionne uniquement lorsque les systèmes d'exploitation qui accèdent au disque sont des systèmes Unix comprenant les disklabels. Dans le monde des PC compatibles IBM, les disques sont généralement partionnés en utilisant un schéma de table de partitions master boot record (MBR), et le schéma de partition BSD est inclus dans une simple partition MBR primaire. Parfois (notamment sous FreeBSD), les partitions primaires de la MBR sont référencées comme slices et les subdivisions des partitions primaires de la MBR (suivant l'imbrication du schéma de partitionnement BSD), sont appelées partitions. Le disklabel BSD est alors contenu à l'intérieur du volume boot record de sa propre partition primaire.
L'ID de partition MBR, pour les partitions primaires qui sont subdivisées en utilisant les disklabels BSD, est 0xA5 (386BSD et FreeBSD), 0xA6 (OpenBSD), et 0xA9 (NetBSD).
Ce format à un but identique à celui que fournissent les partitions étendues et logiques utilisées par MS-DOS, Windows et Linux.
Le même disque dur PC peut avoir à la fois des partitions de type disklabel BSD et des partitions logiques de type MS-DOS, dans des partitions primaires séparées. FreeBSD et les autres systèmes d'exploitation BSD peuvent avoir accès à ces deux types de partitions (disklabel BSD et partitions étendues/logiques MS-DOS).

## Le contenu disklabels
Les disklabels BSD contiennent traditionnellement 8 entrées pour décrire les partitions. Elles sont, par convention, labelisées par ordre alphabétique, de 'a' à 'h'. Certaines variantes de BSD ont incrémenté cette limite à 16, de 'a' à 'p'.
Aussi par convention, les partitions 'a', 'b' et 'c' ont les rôles suivants:
- La partition 'a' est la partition "racine", le volume à partir duquel le système d'exploitation démarre. Le code de démarrage situé dans le Volume Boot Record contenant le disklabel est ainsi simplifié, vu qu'il faut uniquement lire une position fixe pour trouver le volume de démarrage.
- La partition 'b' est la partition de "swap".
- La partition 'c' chevauche toutes les autres partitions et définit le disque entier. Son début et sa longueur sont fixés. Sur les systèmes où les disklabel cohabitent avec un autre schéma de partitionnement (comme sur PC), la partition 'c' peut en réalité seulement se prolonger sur une zone de disque allouée au système d'exploitation BSD, et la partition 'd' est utilisée pour couvrir le disque physique entier.

## Référence
1. ↑  « disklabel(5) », 4.4BSD Programmer's Manual (consulté le 28 février 2008)

## Source
Cet article est la traduction de l'article de Wikipedia anglais.